# SmugMug
SmugMug és una empresa xicoteta que dona el servei homònim d'allotjament d'imatges i vídeos no gratuït que es caracteritza per la seua direcció cap als ambients familiars. És un exemple d'empresa que funcionava tenint les pròpies infraestructures per a operar (discos durs) i passà a delegar-ho mitjançant la informàtica al núvol.
Com a antecedents, Chris MacAskill era un emprenedor que creà Fatbrain.com, una tenda en línia per a gent friki. Aquesta tenda fou comprada per Barnes and noble el 2000.
Fou fundada el 2002 per la família dels MacAskill. En abril del 2002 moveren la seu a Mountain View, Califòrnia. El 2007 tenia 28 treballadors repartits per cinc països diferents i amb 12 millions de dòlars americans d'ingressos. Des del 2006 utilitzaren el servei de informàtica al núvol d'Amazon Web Services. Poc més tard utilitzaren l'altre servei de l'empresa Amazon, S3, sense gran complicació. I així anaren integrant al seu procediment més serveis d'Amazon fins a l'any 2011, quan utilitzaren el servei d'EC2.